# Trichogalumna hygrophila
Trichogalumna hygrophila är en kvalsterart som beskrevs av Ohkubo 1984. Trichogalumna hygrophila ingår i släktet Trichogalumna och familjen Galumnidae. Inga underarter finns listade i Catalogue of Life.